# Trematopygus helleni
Trematopygus helleni är en stekelart som beskrevs av Hinz 1982. Trematopygus helleni ingår i släktet Trematopygus och familjen brokparasitsteklar. Arten är reproducerande i Sverige. Inga underarter finns listade i Catalogue of Life.